# 원주 거돈사지 삼층석탑
원주 거돈사지 삼층석탑(原州 居頓寺址 三層石塔)은 대한민국 강원특별자치도 원주시 거돈사지에 있는, 9세기 남북국 시대 신라 후기의 삼층석탑이다. 1983년 12월 27일 대한민국의 보물 제750호로 지정되었다.

## 특징
이 탑은 2중 기단 위에 3층탑을 세웠으며, 전형적인 신라 3층석탑의 모습을 보여준다. 다만, 사각의 돌로 된 축대 안에 흙을 쌓고 그 위에 탑을 세운 점이 특이하다.
탑이 땅과 닿는 부분인 지대석은 4개의 크고 긴 돌로 만들었고, 그 위의 기단부는 위 아래층 모두 모서리기둥 2개와 버팀기둥 1개를 새겨 놓았다.
탑의 몸돌에는 별다른 장식이 없이 모서리기둥만 새겨 놓았다. 각 층 처마의 받침은 5단으로 꺾여 있으며, 탑의 추녀 끝은 약각 치켜들려 있어 날렵함을 보여 준다. 추녀에는 풍경을 달았던 구멍이 보인다.
탑 위의 장식품로는 노반과 복발이 남아 있으며, 전체적으로 2, 3층 몸돌의 높이가 1층에 비하여 1/3으로 줄어 있는 등, 폭과 높이가 줄어가는 비율이 적어 매우 안정된 모습을 하고 있다. 통일신라 후기의 탑으로 볼 수 있다. 높이는 5.44m이다.

## 같이 보기
- 원주 거돈사지 원공국사탑
- 원주 거돈사지 원공국사탑비